# 박필규
박필규(1990년 3월 28일 ~)는 대한민국의 가수다. 2019년 소심한 오빠들 싱글 《소심한 오빠들 [S02E00] - 그 겨울 우리》로 데뷔했다.

## 방송
- 슈퍼스타K3 (2011) - Top32
- 슈퍼스타K6 (2014) - 콜라보레이션 미션 탈락
- 아티스탁 게임 (2022) - Top48(31위)

## 피처링
- 서정시 <홒> (2021)
- 동행 <나의 사랑하는 책(My Mother's Bible)> (2022)